# Dóra Lévai
Dóra Lévai (ur. 20 czerwca 1988 w Veszprémie) – węgierska lekkoatletka specjalizująca się w rzucie młotem.
Międzynarodową karierę zaczynała w roku 2005 od zajęcia siódmego miejsca w mistrzostwach Europy juniorów oraz zdobycia brązowego medalu mistrzostw świata juniorów młodszych. W kolejnym sezonie nie udało jej się awansować do finału światowego czempionatu juniorów, a w 2007 była dziewiąta podczas kolejnej edycji mistrzostw Europy juniorów. Na młodzieżowych mistrzostwach Starego Kontynentu w Kownie (2009) była dwunasta. Reprezentantka Węgier w meczach międzypaństwowych oraz medalistka mistrzostw kraju w kategoriach kadetek, juniorek oraz młodzieżowców. Rekord życiowy: 62,65 (7 lipca 2012, Veszprém).

## Osiągnięcia
| Rok  | Impreza                               | Miejsce   | Lokata            | Wynik |
| ---- | ------------------------------------- | --------- | ----------------- | ----- |
| 2005 | Mistrzostwa Europy juniorów           | Kowno     | 7. miejsce        | 58,23 |
| 2005 | Mistrzostwa świata juniorów młodszych | Marrakesz | 3. miejsce        | 58,80 |
| 2006 | Mistrzostwa świata juniorów           | Pekin     | el. – 21. miejsce | 53,19 |
| 2007 | Mistrzostwa Europy juniorów           | Hengelo   | 9. miejsce        | 57,15 |
| 2009 | Młodzieżowe mistrzostwa Europy        | Kowno     | 12. miejsce       | 57,29 |